# Samuel Lino
Samuel Dias Lino (ur. 23 grudnia 1999 w Santo André) – brazylijski piłkarz, występujący na pozycji napastnika w brazylijskim klubie Flamengo.
Wychowanek São Bernardo, w trakcie swojej kariery grał także w takich zespołach, jak m.in:  Atlético Madryt, Valencia CF oraz Gil Vicente.